# Een Rus in de Jordaan
Een Rus in de Jordaan is het eerste deel van de Nederlandse detectiveserie Baantjer en De Waal die vanaf het begin werd verzorgd door Simon de Waal in samenwerking met Appie Baantjer.

## Samenvatting
De twee rechercheurs van deze detectiveserie zijn:
- Peter van Opperdoes. Na 25 jaar recherchewerk aan het bureau Warmoesstraat heeft hij overplaatsing gevraagd naar Politiebureau Raampoort[1] aan de Marnixstraat. Hij woont aan de Brouwersgracht en is onlangs kinderloos weduwnaar geworden. Hij meent nog goed contact met zijn overleden vrouw te hebben.
- Jacob. Rechercheur van bureau Raampoort. Hij is getrouwd en heeft 2 kinderen. Het bureau Raampoort ziet onder andere toe op de Amsterdamse volkswijk De Jordaan.

## Verhaal
De eerste dienst van Peter van Opperdoes aan bureau Raampoort begint op een witte eerste kerstdag. Hij wordt benaderd door Elizabeth Annelies de Vries, die als Loesje mannen tegen betaling ontvangt. Een van haar klanten die zich “Kanjer” noemt was in het bezit van een gestolen Nagant-revolver kaliber 7.62, die ze herkende uit de eertijds gestolen verzameling van haar overleden vader. Enkele uren later wordt ze doodgeschoten voor haar woning aangetroffen in de sneeuw. Het dossier van de inbraak bij Loesje haar vader is ontvreemd uit het archief van het politiebureau Warmoesstraat. Gepensioneerd rechercheur John Barendse kan zich nog de vriend van Loesje herinneren, ene Maurits Lepelaar. Maar ook hij wordt in zijn eigen huis enige uren later doodgeschoten aangetroffen.
Zo heeft Peter van Opperdoes op zijn eerste werkdag twee lijken; van een prostitué en haar souteneur. Beide slachtoffers hebben 2 kogels van hetzelfde kaliber in hun rug gekregen. Op het bureau meldt zich de oudere halfzus van Loesje, Gabrielle, weduwe van Igor Ibramovic. Ze zet de rechercheurs op het spoor van dagboeken geschreven door haar zus.
Na lang aandringen geeft John Barendse de naam van zijn toenmalige collega: Cas Dodewaard. Hij is in het hele politiekorps bekend geworden vanwege zijn overstap naar de advocatuur en zijn banden met Igor Ibramovic. Cas had samen met John destijds het proces-verbaal van de inbraak opgemaakt. Via Zwarte Neel weten ze met wat moeizaam recherchewerk ene Kanjer aan te houden. Het is Rutger Blonke met een lang strafdossier en in het bezit van een pistool. Maar het is geen Nagant. Dat wapen wordt later bij huiszoeking wel bij hem thuis tussen de bank aangetroffen. Tijdens zijn verhoor door de twee rechercheurs probeert advocaat Cas Dodewaard tevergeefs te interveniëren. Rutger zegt het wapen onlangs van Igor Ibramovic te hebben gekregen.
Gabrielle heeft thuis een foto van haar vader samen met haar echtgenoot Igor. Russen onder elkaar. Ze vertelt dat Igor altijd mensen van achteren benaderde en is er net als de rechercheurs nu van overtuigd dat Igor nog leeft. Ook arrestant Rutger had zulks verklaard. Igor is de zoon van een oude vriend van haar vader. De wapendiefstal destijds was nep. Igor kreeg wapens om wraak te nemen op bepaalde Russen. Cas Dodewaard had door dat de inbraak nep was, kreeg veel geld en werd huisadvocaat, consiglieri. Gabrielle gaat op verzoek van de rechercheurs met Cas praten en weet hem te ontfutselen dat Igor leeft en met een wraakactie bezig is. Jacob weet uit het bovendien opgenomen gesprek te destilleren dat Igor in het Amstel Hotel de Russische gezant komt omleggen. Gabrielle bevestigt dat genoemde gezant, Boris Tarkovski, het slachtoffer moet zijn. Hij heeft haar vader en schoonvader destijds verraden.
Hoewel Peter en Jacob met veel manschappen aanwezig zijn weet Igor Boris in het Amstel Hotel te liquideren. Hij gebruikt de klassieke truc door zich als personeelslid te vermommen. Jacob wordt bijna door Igor doodgeschoten, maar hij springt nog net op tijd achter een pilaar, gewaarschuwd door een geheimzinnige vrouwenstem. Uiteindelijk geeft Igor zich aan Peter van Opperdoes over. Missie volbracht. Aan het eind van het verhaal beklaagt Jacob zich over de overleden vrouw van Peter, die nu ook hem lastigvalt.

## Trivia
- Jacob roept halverwege het onderzoek wanhopig uit: “Ik ben je Vledder niet”. Rechercheur De Cock van het bureau Warmoesstraat stond erom bekend zijn collega Dick Vledder vaak bewust buiten delen van het onderzoek te houden.
- Politiefotograaf Bram van Wielingen uit de De Cock-serie is nog in functie evenals Jan Rozenbrand als wachtcommandant aan het bureau Warmoesstraat.